# Niedziółka
Niedziółka – jezioro rynnowe w woj. wielkopolskim, w powiecie międzychodzkim, w gminie Sieraków, leżące na terenie Kotliny Gorzowskiej.

## Dane morfometryczne
Powierzchnia zwierciadła wody wynosi 18,5 ha.

## Hydronimia
Według urzędowego spisu opracowanego przez Komisję Nazw Miejscowości i Obiektów Fizjograficznych (KNMiOF) nazwa tego jeziora to Niedziółka. W różnych publikacjach i na mapach topograficznych jezioro to występuje pod nazwą Niedziałka.